# مير قلعة (ديباج)
میر قلعة (بالفارسية: میرقلعه) هي قرية تقع في إيران في خراسان رضوي. يقدر عدد سكانها بـ 184 نسمة بحسب إحصاء 2016.